# Aardbaan

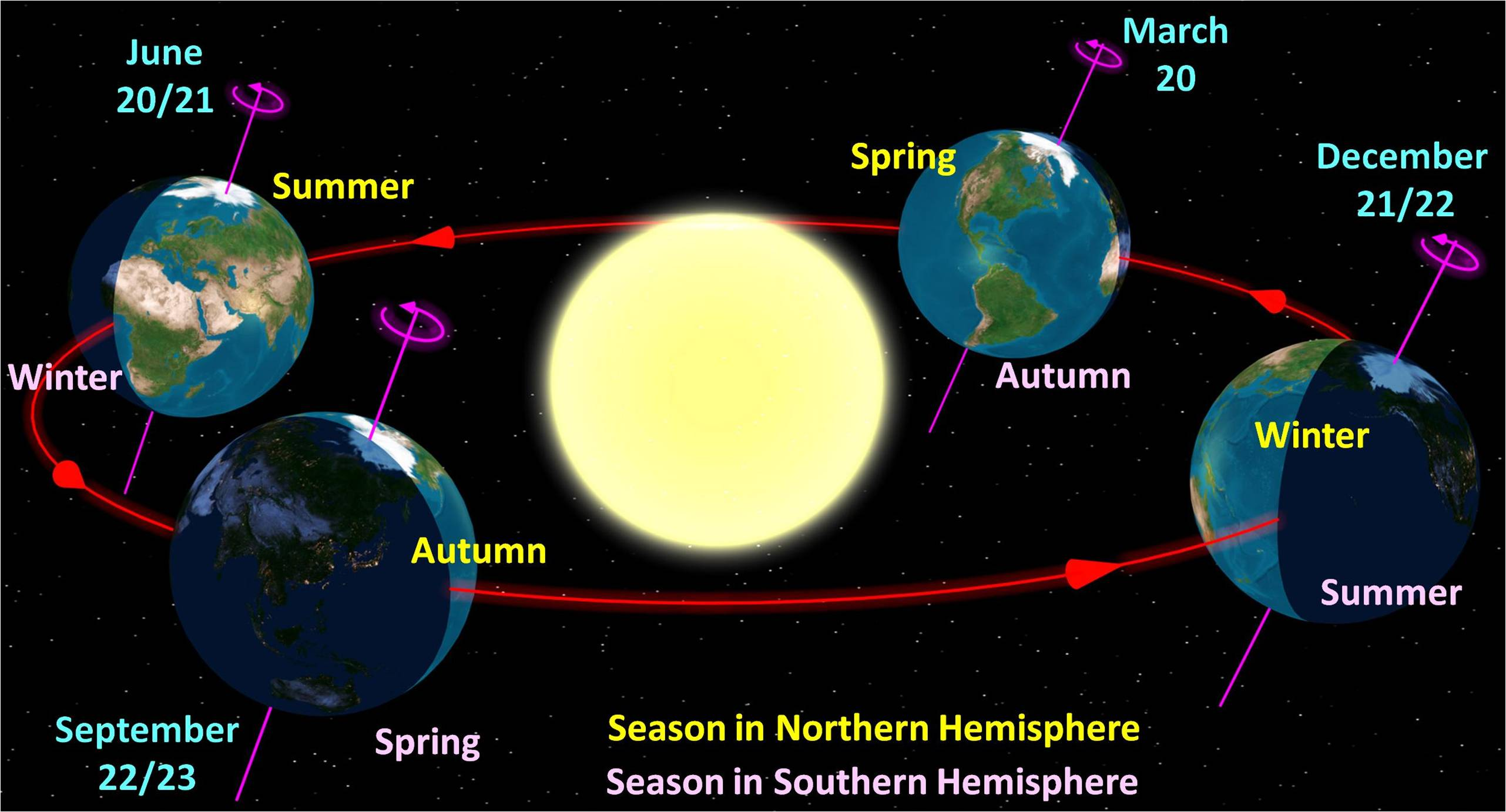
De aarde op verschillende punten in zijn baan

De aardbaan is de baan waarlangs de aarde zich voortbeweegt rond de zon. Alle hemellichamen in het zonnestelsel, inclusief planeten zoals de aarde, draaien rond het massamiddelpunt van het zonnestelsel. De zon maakt 99,76% van deze massa uit, en daarom bevindt het massamiddelpunt zich heel dicht bij de zon. 
De aardbaan is bij goede benadering een ellips met de zon in een van de brandpunten, zoals door de wetten van Kepler wordt beschreven. De excentriciteit van de baan bedraagt 0,0167. De gemiddelde afstand tussen de aarde en de zon is 149,60 miljoen km, en een complete omloop (siderisch jaar) duurt 365,256 dagen, waarin de aarde 940 miljoen km aflegt.
Vanaf de aarde gezien lijkt de zon ten opzichte van de vaste sterren te bewegen met een snelheid van ongeveer 1° oostwaarts per zonnedag (of een zon of maandiameter om de 12 uur). De baansnelheid is gemiddeld ongeveer 30 km/s (108.000 km/h), snel genoeg om de diameter van de planeet te overbruggen in 7 minuten en de afstand tot de maan in 4 uur. Vanuit een gezichtspunt boven de noordpool van de zon of de aarde beweegt de aarde in een richting tegen de klok in rond de zon. Vanuit hetzelfde gezichtspunt roteren zowel de aarde als de zon ook in linksdraaiende richting rond hun respectieve assen.

## Seizoenen
Door de schuine stand van de aardas ten opzichte van het vlak van de aardbaan (ongeveer 23°), zijn er enkele bijzondere gebeurtenissen aan te geven gedurende een omloop van de aarde. Dat zijn de beide equinoxen, de lente-evening en de herfstevening, en de beide solstitia, de zonnewenden. Bij de equinoxen staat de aardas loodrecht op de verbindingslijn tussen zon en aarde, en dus loodrecht op de evenaar. Dag en nacht duren dan (bijna) even lang. Voor het noordelijk halfrond vindt de lente-evening plaats omstreeks 20 maart, en de herfstevening rond 23 september. Bij de zonnewenden is de helling van de aardas ten opzichte van de zon maximaal. De zon staat dan loodrecht boven een van de keerkringen. Voor het noordelijk halfrond vindt de zomerwende plaats omstreeks 21 juni, de zon staat dan loodrecht boven de Kreeftskeerkring, en vindt de winterwende meestal plaats op 21 december, met de zon loodrecht boven de Steenbokskeerkring. 
Daarnaast is er nog het effect van de ellipsvorm van de aardbaan. Daardoor varieert de afstand tot de zon gedurende het jaar. Die afstand is het kleinst als de aarde in het perihelium is, wat gebeurt omstreeks 3 januari. De afstand is maximaal voor het aphelium, waar de aarde is rond 4 juli. Het gevolg daarvan is dat de zomers op het noordelijk halfrond minder warm zijn en de winters minder koud dan op het zuidelijk halfrond.